# Rabbas
Rabbas är en ö i Finland. Den ligger i Finska viken och i kommunen Lovisa i den ekonomiska regionen  Lovisa i landskapet Nyland, i den södra delen av landet. Ön ligger omkring 56 kilometer öster om Helsingfors.
Öns area är 1,3 kvadratkilometer och dess största längd är 2,4 kilometer i öst-västlig riktning. Ön höjer sig omkring 30 meter över havsytan.